# Landgericht Kleinwallstadt
Das Landgericht Kleinwallstadt war ein von 1814 bis 1829 bestehendes bayerisches Landgericht älterer Ordnung mit Sitz in Kleinwallstadt im heutigen Landkreis Miltenberg. Die Landgerichte waren im Königreich Bayern Gerichts- und Verwaltungsbehörden, die 1862 in administrativer Hinsicht von den Bezirksämtern und 1879 in juristischer Hinsicht von den Amtsgerichten abgelöst wurden.
Das Vogteiamt Kleinwallstadt des Erzstifts Mainz fiel mit diesem im Reichsdeputationshauptschluss 1803 an das neugebildete Fürstentum Aschaffenburg, mit dem es 1814 als Departement des Großherzogtums Frankfurt zu Bayern kam. 